# 堂々川砂留群
堂々川砂留群（どうどうがわすなどめぐん）は、広島県福山市神辺町にある、芦田川水系堂々川流域に建設された複数の砂防堰堤である。
江戸時代中期から後期にかけて当地を治める備後福山藩により建設され、その後増改築および修復を重ね現在でも砂防ダムとして機能している。2006年国の登録有形文化財に登録。
流域は県により整備されている。地元住民による任意団体「堂々川ホタル同好会」により周辺美化が行われている

## 背景

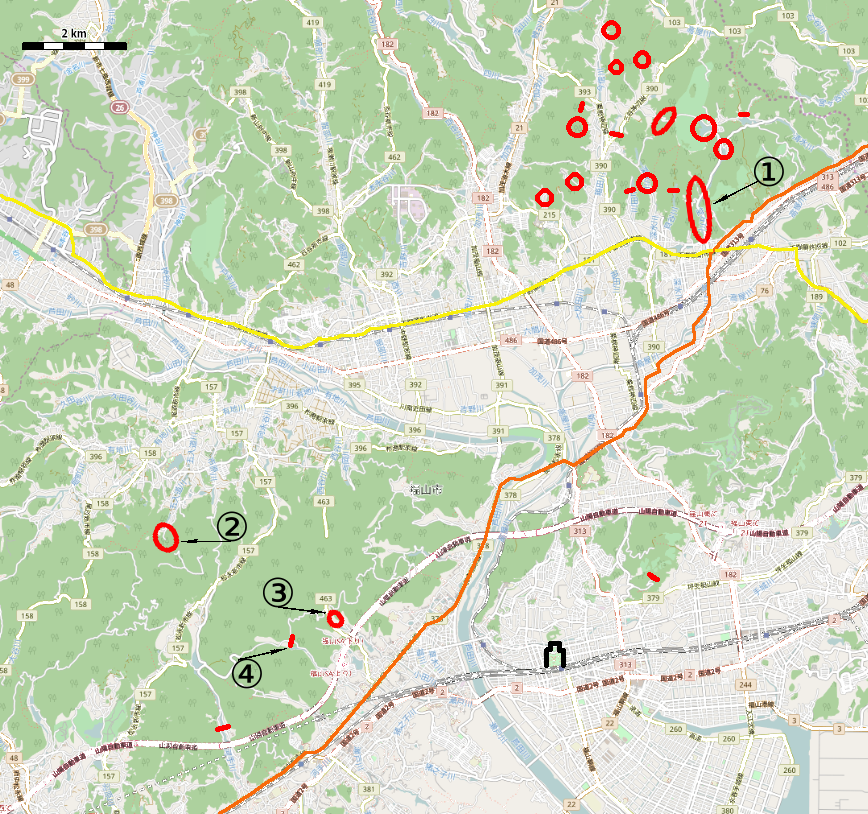
福山にある砂留の分布。①が堂々川砂留群。

堂々川は、福山市中心部から北にある神辺町東中条東山を源流とし、南下した後、神辺中心部を流れる芦田川支川・高屋川に合流する、芦田川の二次支流である。延長約4km 、流域面積約2km2 、いわゆる天井川である。古くは百瀬川と言われ、砂留からとうとうと流れ落ちる水を見て菅茶山が書に残したことから堂々川の名が定着したという。
堂々川の北側上流には大原池・淀ガ池といったため池が数ヶ所ある。堂々川下流域は「下御領」と呼ばれ、御領遺跡という縄文時代後期から中世にかけての集落遺跡が点在しており、つまり古くから人が住んでいた。古代には備後国の国分寺である備後国分寺が創建される。更にこの地は古代から交通の要所となり、古代山陽道の駅家安那駅が置かれ、中世には神辺城の城下町、近世以降は近世山陽道（西国街道）と石州銀山道/笠岡道が交わう宿場神辺宿として発展した。
気候は瀬戸内海式気候で梅雨台風を除けば降水量は少なく温暖な気候が続く。芦田川は流域のほとんどを花崗岩で占められ、下流は風化した花崗岩が堆積し平野を形成した沖積平野となっている。この風化した花崗岩が堆積した砂状の土を西日本では特に「マサ土」と呼ばれる。この土は崩れやすく広島県における土砂災害の主因である。この地で起こった江戸期の土砂災害で亡くなった人たちの墓が現存している。

## 歴史

### 発端
延宝元年（1673年）5月14日、梅雨の大雨により堂々川最上層部にある大原池が決壊し土石流が発生、下流の農地・住居に加えて国分寺を全壊、当時の住民150人弱のうち63人の死者がでてしまった。
福山藩主水野勝種は元禄7年（1675年）、国分寺を再建する。更に、藩政として農業に重点を置いていた勝種は、農民および田畑保護のため砂留普請を計画した。この勝種藩主時代の元禄10年（1697年）、あるいは翌年水野勝岑が藩主となった元禄11年（1698年）、堂々川に砂留普請を実施する計画が立てられていた。ただし、この計画は享保7年（1722年）まで進められなかった。
元禄13年（1700年）元禄検地の記録『下御領御検地水帳』に「とうとう砂畑三ヶ所」という記載がある。砂畑とは収穫の見込めそうもない砂地の畑を意味するが、とうとう砂畑は検地帳に記載されるほどの石高評価された畑であったとして、砂留の背後地を利用していた可能性が高いと考えられている。なお、とうとう砂畑は現在の4番砂留上流側の狸ヶ原であるとされている。以上より、現段階では堂々川砂留普請の開始年をこの1700年としている。

### 本格化
堂々川で砂留普請が本格的に進められたのは阿部正福藩主時代のことになる。これは享保2年（1717年）福山藩史上初めての百姓一揆が起こり その中で農民は農地保全を藩に懇願し、正福は農村再建としてそれに答えたことにより、砂留普請が進められていったと考えられている。
堂々川砂留群に関する史料は少ないため不明な点は多い。以下現存する史料で確定している江戸期から明治初期までの堂々川周辺整備の記録を列挙する。
- 1700年（元禄13年） : （普請開始年と推定）
- 1721年（享保6年）：大原池、淀ヶ池築造[16]。
- 1722年（享保7年）：砂留普請の動き[17]。
- 1732年（享保17年）：鳶ヶ迫池築造、鳶ヶ迫砂留普請、のち破損[16]。
- 1734年（享保19年） : 東中條村に砂留17・石川堰18存在[18]。
- 1765年（明和2年） : 淀ヶ池新池築造[18]
- 1773年（安永2年） : 「砂留とうとう奥3ヶ所」（堂々川1番砂留と6番砂留の基礎部分だと推定されている）[19]
- 1773年（安永2年） : 大原池、淀ヶ池築造[19]
- 1832年（天保3年） : 堂々川3番砂留普請[19]
- 1835年（天保6年） : 堂々川6番砂留普請[19]
- 1870年（明治3年） : 堂々谷砂留7ヶ所増改築[20]
- 1879年（明治12年） : 堂々砂山砂留工事[21]
- 1880年（明治13年） : 堂々谷砂留増築[21]
- 1884年（明治17年） : 鳶ヶ迫砂留修築[22]

ただし江戸期から明治初期までは砂防堰堤として機能しなかったと考えられている。

### 近代以降
明治30年（1897年）砂防法施行に伴い山地そのものの防護を重視し、明治35年（1902年）からの積苗工・谷留石積などの山腹工事を施工していった。こうして、江戸時代の砂留と近代以降の砂防施策が複合的に機能することでこの地域の砂防対策が実現した。江戸期に造られた砂留も嵩上・増築を繰り返して現在でも機能している。
なお、その存在は戦前まで全国的に知られておらず、砂防学会で紹介されたのは戦後のことになる。1990年代に広島県により砂留整備および親水護岸・堂々公園と周辺環境整備の計画が立てられ、あわせて発掘調査も行われた。
2006年（平成18年）、国の登録有形文化財に登録される。

## 砂留

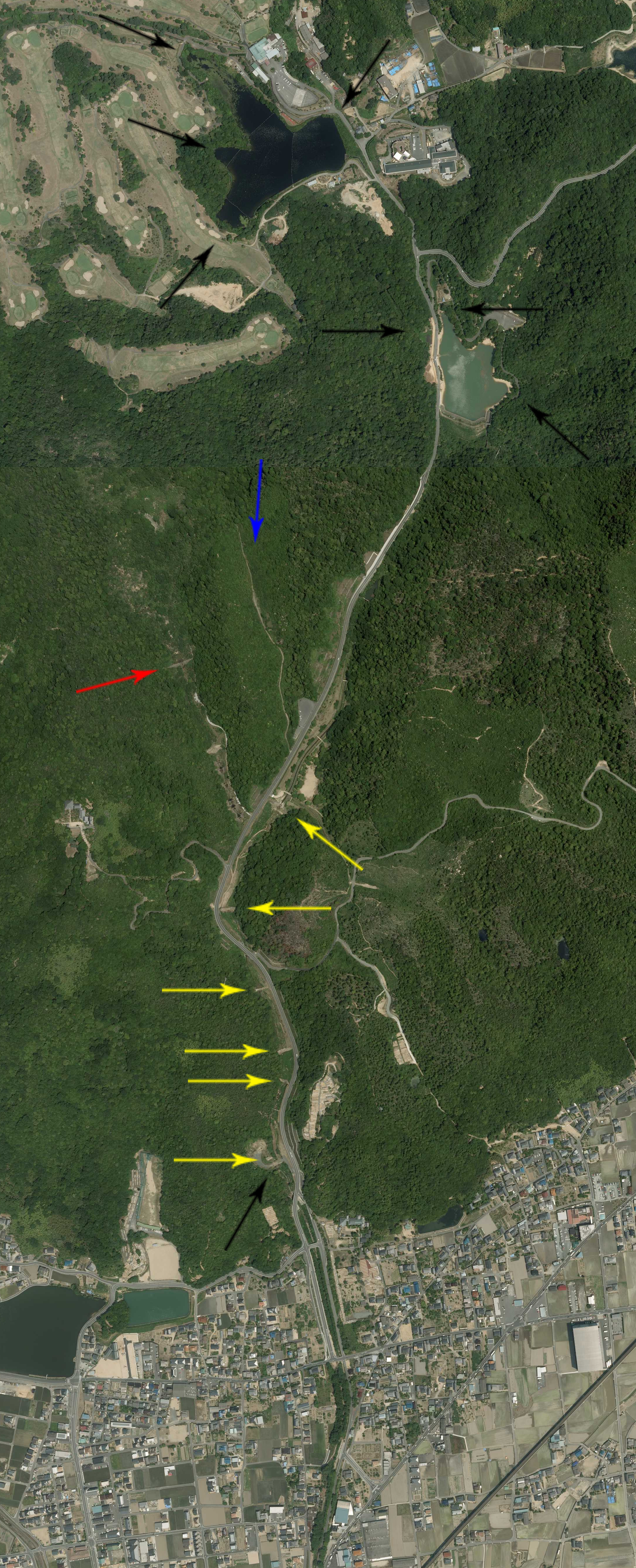
2013年。1番の右下が備後国分寺。中央下から山に沿って右斜め上に伸びる道が山陽道（西国街道・神辺街道）。その右下を通る太い道が国道313号、その右下が井原鉄道井原線。下部を左右に貫く道が石州銀山道/笠岡道（現県道181号）。

堂々川流域には明治時代以降に作られたものも含めて50基ほどの砂留が確認されている。上流のため池周辺には大原池砂留群・淀ガ池砂留群、堂々川1番砂留の下流側には迫山砂留がある。右写真に流域の主な砂留を示し、下記に国の登録有形文化財に登録されている8基の砂留を右空中写真に合わせ北側から順に示す。
| 内廣砂留   | 内廣砂留 | 内廣砂留 | 内廣砂留 |
| ---------- | --- | --- | --- |
| 規模       | 堤高3.8m×堤長21m | 構造 | 石壁堰堤形式 |
| 石積       | 水通し:乱積乱重積 左岸袖が乱積混合 | 座標 | 北緯34度34分34.2秒 東経133度23分30.0秒 / 北緯34.576167度 東経133.391667度 |
| 築造       | - 江戸中期建造と推定 - 明治以降に嵩上増築 - 平成に周辺整備 | - 江戸中期建造と推定 - 明治以降に嵩上増築 - 平成に周辺整備 | - 江戸中期建造と推定 - 明治以降に嵩上増築 - 平成に周辺整備 |
| 特記       | 堂々川支流の砂留。崩壊と修理を繰り返したため石積が他と比べ複雑になっている。平成の再築の際に多自然型の床固工など周辺含めて砂防整備されている。                                   | 堂々川支流の砂留。崩壊と修理を繰り返したため石積が他と比べ複雑になっている。平成の再築の際に多自然型の床固工など周辺含めて砂防整備されている。                                   | 堂々川支流の砂留。崩壊と修理を繰り返したため石積が他と比べ複雑になっている。平成の再築の際に多自然型の床固工など周辺含めて砂防整備されている。                                   |
| 鳶ヶ迫砂留 | | | |
| 規模       | 堤高11m×堤長39m | 構造 | 石塊段積堰堤形式 |
| 石積       | 布積 | 座標 | 北緯34度34分30.0秒 東経133度23分24.7秒 / 北緯34.575000度 東経133.390194度 |
| 築造       | - 享保17年（1732年）建造 - 仕手形之事湯野村（潼々谷餘滴）より推定 - 明治17年（1884年）修築 - 西中條村誌より確定 - 平成11年（1999年）に周辺整備。                                 | - 享保17年（1732年）建造 - 仕手形之事湯野村（潼々谷餘滴）より推定 - 明治17年（1884年）修築 - 西中條村誌より確定 - 平成11年（1999年）に周辺整備。                                 | - 享保17年（1732年）建造 - 仕手形之事湯野村（潼々谷餘滴）より推定 - 明治17年（1884年）修築 - 西中條村誌より確定 - 平成11年（1999年）に周辺整備。                                 |
| 特記       | 鳶ヶ迫池築造の際に造られた、あるいは土砂流出により堤防が決壊したため後から造られた、と言われている。池からの土砂流出により数度にわたり再築、平成の再築の際に周辺整備されている。 | 鳶ヶ迫池築造の際に造られた、あるいは土砂流出により堤防が決壊したため後から造られた、と言われている。池からの土砂流出により数度にわたり再築、平成の再築の際に周辺整備されている。 | 鳶ヶ迫池築造の際に造られた、あるいは土砂流出により堤防が決壊したため後から造られた、と言われている。池からの土砂流出により数度にわたり再築、平成の再築の際に周辺整備されている。 |

| 堂々川六番砂留 | 堂々川六番砂留 | 堂々川六番砂留 | 堂々川六番砂留 | 堂々川六番砂留 | 堂々川六番砂留 |
| -------------- | --- | --- | --- | --- | --- |
| 規模           | 堤高13.3m×堤長55.8m | 構造 | 石塊段積堰堤形式か、もたれ式石殻擁壁体形式 | 石塊段積堰堤形式か、もたれ式石殻擁壁体形式 | 石塊段積堰堤形式か、もたれ式石殻擁壁体形式 |
| 石積           | 成層布積 | 座標 | 北緯34度34分20.8秒 東経133度23分31.5秒 / 北緯34.572444度 東経133.392083度 | 距離 | 五番砂留から220m |
| 築造           | - 安永2年（1773年）建造と推定 - 下御領普請場所箇所付帳（潼々谷餘滴）より推定 - 天保6年（1835年）着工・建造 - とうとう筋大砂留御普請人足着帳（潼々谷餘滴）より断定 - 上層部は明治5年（1872年）に嵩上げ増築 - 最上層部は昭和51年（1976年）に増築 | - 安永2年（1773年）建造と推定 - 下御領普請場所箇所付帳（潼々谷餘滴）より推定 - 天保6年（1835年）着工・建造 - とうとう筋大砂留御普請人足着帳（潼々谷餘滴）より断定 - 上層部は明治5年（1872年）に嵩上げ増築 - 最上層部は昭和51年（1976年）に増築 | - 安永2年（1773年）建造と推定 - 下御領普請場所箇所付帳（潼々谷餘滴）より推定 - 天保6年（1835年）着工・建造 - とうとう筋大砂留御普請人足着帳（潼々谷餘滴）より断定 - 上層部は明治5年（1872年）に嵩上げ増築 - 最上層部は昭和51年（1976年）に増築 | - 安永2年（1773年）建造と推定 - 下御領普請場所箇所付帳（潼々谷餘滴）より推定 - 天保6年（1835年）着工・建造 - とうとう筋大砂留御普請人足着帳（潼々谷餘滴）より断定 - 上層部は明治5年（1872年）に嵩上げ増築 - 最上層部は昭和51年（1976年）に増築 | - 安永2年（1773年）建造と推定 - 下御領普請場所箇所付帳（潼々谷餘滴）より推定 - 天保6年（1835年）着工・建造 - とうとう筋大砂留御普請人足着帳（潼々谷餘滴）より断定 - 上層部は明治5年（1872年）に嵩上げ増築 - 最上層部は昭和51年（1976年）に増築 |
| 特記           | 4層構造。安永2年の史料に「とうとう奥砂留3ヶ所」の記載があり、これがこの砂留の最下層部にあたると推定されている。日本最大規模の砂留であり地元住民から「大砂留」の愛称で親しまれている。                                                          | 4層構造。安永2年の史料に「とうとう奥砂留3ヶ所」の記載があり、これがこの砂留の最下層部にあたると推定されている。日本最大規模の砂留であり地元住民から「大砂留」の愛称で親しまれている。                                                          | 4層構造。安永2年の史料に「とうとう奥砂留3ヶ所」の記載があり、これがこの砂留の最下層部にあたると推定されている。日本最大規模の砂留であり地元住民から「大砂留」の愛称で親しまれている。                                                          | 4層構造。安永2年の史料に「とうとう奥砂留3ヶ所」の記載があり、これがこの砂留の最下層部にあたると推定されている。日本最大規模の砂留であり地元住民から「大砂留」の愛称で親しまれている。                                                          | 4層構造。安永2年の史料に「とうとう奥砂留3ヶ所」の記載があり、これがこの砂留の最下層部にあたると推定されている。日本最大規模の砂留であり地元住民から「大砂留」の愛称で親しまれている。                                                          |
| 堂々川五番砂留 | | | | | |
| 規模           | 堤高8.8m×堤長31.4m | 構造 | もたれ式石殻擁壁体形式と推定 | もたれ式石殻擁壁体形式と推定 | もたれ式石殻擁壁体形式と推定 |
| 石積           | 準成層布積 | 座標 | 北緯34度34分14.3秒 東経133度23分27.3秒 / 北緯34.570639度 東経133.390917度 | 距離 | 四番砂留から180m |
| 築造           | - 天保3年（1832年）から天保6年（1835年）建造と推定 - 天保3年とうとう砂留御普請人足着帳、天保6年とうとう筋大砂留御普請人足着帳（潼々谷餘滴）より推定 - 上層部は昭和期に嵩上げ改築                                                               | - 天保3年（1832年）から天保6年（1835年）建造と推定 - 天保3年とうとう砂留御普請人足着帳、天保6年とうとう筋大砂留御普請人足着帳（潼々谷餘滴）より推定 - 上層部は昭和期に嵩上げ改築                                                               | - 天保3年（1832年）から天保6年（1835年）建造と推定 - 天保3年とうとう砂留御普請人足着帳、天保6年とうとう筋大砂留御普請人足着帳（潼々谷餘滴）より推定 - 上層部は昭和期に嵩上げ改築                                                               | - 天保3年（1832年）から天保6年（1835年）建造と推定 - 天保3年とうとう砂留御普請人足着帳、天保6年とうとう筋大砂留御普請人足着帳（潼々谷餘滴）より推定 - 上層部は昭和期に嵩上げ改築                                                               | - 天保3年（1832年）から天保6年（1835年）建造と推定 - 天保3年とうとう砂留御普請人足着帳、天保6年とうとう筋大砂留御普請人足着帳（潼々谷餘滴）より推定 - 上層部は昭和期に嵩上げ改築                                                               |
| 特記           | 形状・石積方法から3番砂留の次に作らえたと考えられ、構造も3番と同じものと推定されている。西側の道路工事に伴い、右岸側の一部が取り壊されている。                                                                                                 | 形状・石積方法から3番砂留の次に作らえたと考えられ、構造も3番と同じものと推定されている。西側の道路工事に伴い、右岸側の一部が取り壊されている。                                                                                                 | 形状・石積方法から3番砂留の次に作らえたと考えられ、構造も3番と同じものと推定されている。西側の道路工事に伴い、右岸側の一部が取り壊されている。                                                                                                 | 形状・石積方法から3番砂留の次に作らえたと考えられ、構造も3番と同じものと推定されている。西側の道路工事に伴い、右岸側の一部が取り壊されている。                                                                                                 | 形状・石積方法から3番砂留の次に作らえたと考えられ、構造も3番と同じものと推定されている。西側の道路工事に伴い、右岸側の一部が取り壊されている。                                                                                                 |
| 堂々川四番砂留 | | | | | |
| 規模           | 堤高3.3m×堤長31.5m | 構造 | 石壁堰堤形式 | 石壁堰堤形式 | 石壁堰堤形式 |
| 石積           | 左岸袖と水通しが谷積 右岸袖が成層布積で一部乱積 | 座標 | 北緯34度34分8.9秒 東経133度23分29.5秒 / 北緯34.569139度 東経133.391528度 | 距離 | 三番砂留から130m |
| 築造           | - 江戸後期建造と推定 - 記録がないため推定 - 明治以降に改築 | - 江戸後期建造と推定 - 記録がないため推定 - 明治以降に改築 | - 江戸後期建造と推定 - 記録がないため推定 - 明治以降に改築 | - 江戸後期建造と推定 - 記録がないため推定 - 明治以降に改築 | - 江戸後期建造と推定 - 記録がないため推定 - 明治以降に改築 |
| 特記           | 谷積の水叩きが設けられている。右岸側に長老塚池があったが1945年枕崎台風により決壊し埋まった。 | 谷積の水叩きが設けられている。右岸側に長老塚池があったが1945年枕崎台風により決壊し埋まった。 | 谷積の水叩きが設けられている。右岸側に長老塚池があったが1945年枕崎台風により決壊し埋まった。 | 谷積の水叩きが設けられている。右岸側に長老塚池があったが1945年枕崎台風により決壊し埋まった。 | 谷積の水叩きが設けられている。右岸側に長老塚池があったが1945年枕崎台風により決壊し埋まった。 |
| 堂々川三番砂留 | | | | | |
| 規模           | 堤高5.46m×堤長36.2m | 構造 | もたれ式石殻擁壁体形式 | もたれ式石殻擁壁体形式 | もたれ式石殻擁壁体形式 |
| 石積           | 成層布積 | 座標 | 北緯34度34分5.0秒 東経133度23分31.5秒 / 北緯34.568056度 東経133.392083度 | 距離 | 二番砂留から60m |
| 築造           | - 天保3年（1832年）着工 - とうとう砂留御普請人足着帳（潼々谷餘滴）より断定 - 明治期に上層部を嵩上げ増築 | - 天保3年（1832年）着工 - とうとう砂留御普請人足着帳（潼々谷餘滴）より断定 - 明治期に上層部を嵩上げ増築 | - 天保3年（1832年）着工 - とうとう砂留御普請人足着帳（潼々谷餘滴）より断定 - 明治期に上層部を嵩上げ増築 | - 天保3年（1832年）着工 - とうとう砂留御普請人足着帳（潼々谷餘滴）より断定 - 明治期に上層部を嵩上げ増築 | - 天保3年（1832年）着工 - とうとう砂留御普請人足着帳（潼々谷餘滴）より断定 - 明治期に上層部を嵩上げ増築 |
| 特記           | 1996年の発掘調査でもたれ式石殻擁壁体形式の詳細が判明した。 | 1996年の発掘調査でもたれ式石殻擁壁体形式の詳細が判明した。 | 1996年の発掘調査でもたれ式石殻擁壁体形式の詳細が判明した。 | 1996年の発掘調査でもたれ式石殻擁壁体形式の詳細が判明した。 | 1996年の発掘調査でもたれ式石殻擁壁体形式の詳細が判明した。 |
| 堂々川二番砂留 | | | | | |
| 規模           | 堤高3.9m×堤長25.8m | 構造 | 石壁堰堤形式 | 石壁堰堤形式 | 石壁堰堤形式 |
| 石積           | 右岸袖が乱層乱重ね積 左岸袖と水通しが谷積 | 座標 | 北緯34度34分2.9秒 東経133度23分31.4秒 / 北緯34.567472度 東経133.392056度 | 距離 | 一番砂留から180m |
| 築造           | - 江戸後期建造と推定 - 記録がないため推定 - 左岸袖と水通しは明治以降改築 - 水通しは大正元年から大正4年の間に増改築 | - 江戸後期建造と推定 - 記録がないため推定 - 左岸袖と水通しは明治以降改築 - 水通しは大正元年から大正4年の間に増改築 | - 江戸後期建造と推定 - 記録がないため推定 - 左岸袖と水通しは明治以降改築 - 水通しは大正元年から大正4年の間に増改築 | - 江戸後期建造と推定 - 記録がないため推定 - 左岸袖と水通しは明治以降改築 - 水通しは大正元年から大正4年の間に増改築 | - 江戸後期建造と推定 - 記録がないため推定 - 左岸袖と水通しは明治以降改築 - 水通しは大正元年から大正4年の間に増改築 |
| 特記           | 谷積の水叩きが設けられている | 谷積の水叩きが設けられている | 谷積の水叩きが設けられている | 谷積の水叩きが設けられている | 谷積の水叩きが設けられている |
| 堂々川一番砂留 | | | | | |
| 規模           | 堤高3.2m×堤長9.6m | 構造 | 石塊段積堰堤形式 | 石塊段積堰堤形式 | 石塊段積堰堤形式 |
| 石積           | 成層布積 | 座標 | 北緯34度33分57.8秒 東経133度23分30.1秒 / 北緯34.566056度 東経133.391694度 | 距離 | -- |
| 築造           | - 安永2年（1773年）より前に建造 - 下御領普請場所箇所付帳（潼々谷餘滴）より推定 - 明治期に増改築 | - 安永2年（1773年）より前に建造 - 下御領普請場所箇所付帳（潼々谷餘滴）より推定 - 明治期に増改築 | - 安永2年（1773年）より前に建造 - 下御領普請場所箇所付帳（潼々谷餘滴）より推定 - 明治期に増改築 | - 安永2年（1773年）より前に建造 - 下御領普請場所箇所付帳（潼々谷餘滴）より推定 - 明治期に増改築 | - 安永2年（1773年）より前に建造 - 下御領普請場所箇所付帳（潼々谷餘滴）より推定 - 明治期に増改築 |
| 特記           | 最も下流側にあり、流域で最初に造られた砂留と考えられている。元々は堤長10間7尺（約20.3m）。現在のものは明治以降に増改築した左岸側袖部のみが残っており、砂防堰堤としては機能しておらず、迫山砂留がその代わりを務めている。                       | 最も下流側にあり、流域で最初に造られた砂留と考えられている。元々は堤長10間7尺（約20.3m）。現在のものは明治以降に増改築した左岸側袖部のみが残っており、砂防堰堤としては機能しておらず、迫山砂留がその代わりを務めている。                       | 最も下流側にあり、流域で最初に造られた砂留と考えられている。元々は堤長10間7尺（約20.3m）。現在のものは明治以降に増改築した左岸側袖部のみが残っており、砂防堰堤としては機能しておらず、迫山砂留がその代わりを務めている。                       | 最も下流側にあり、流域で最初に造られた砂留と考えられている。元々は堤長10間7尺（約20.3m）。現在のものは明治以降に増改築した左岸側袖部のみが残っており、砂防堰堤としては機能しておらず、迫山砂留がその代わりを務めている。                       | 最も下流側にあり、流域で最初に造られた砂留と考えられている。元々は堤長10間7尺（約20.3m）。現在のものは明治以降に増改築した左岸側袖部のみが残っており、砂防堰堤としては機能しておらず、迫山砂留がその代わりを務めている。                       |

## ギャラリー

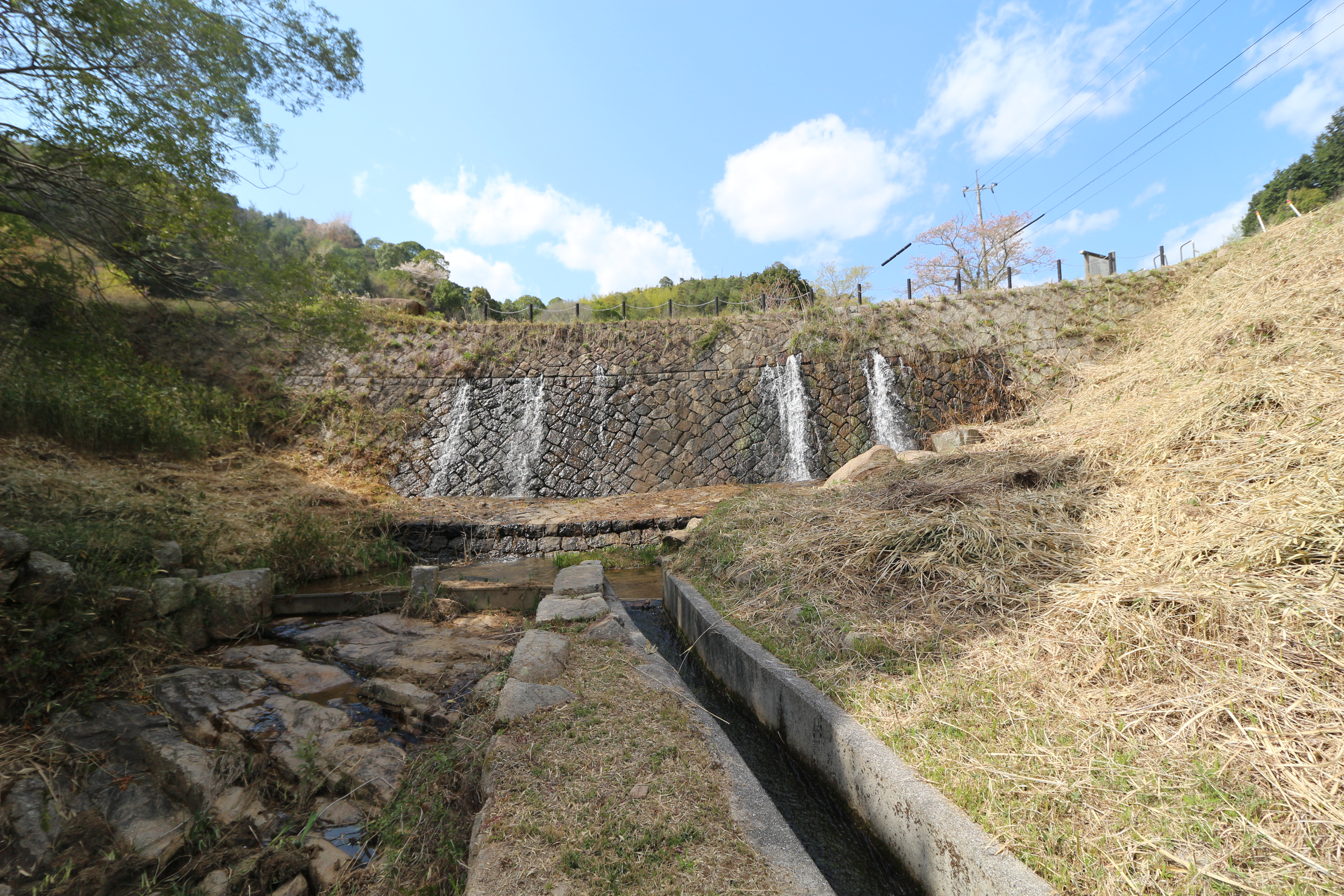
迫山砂留
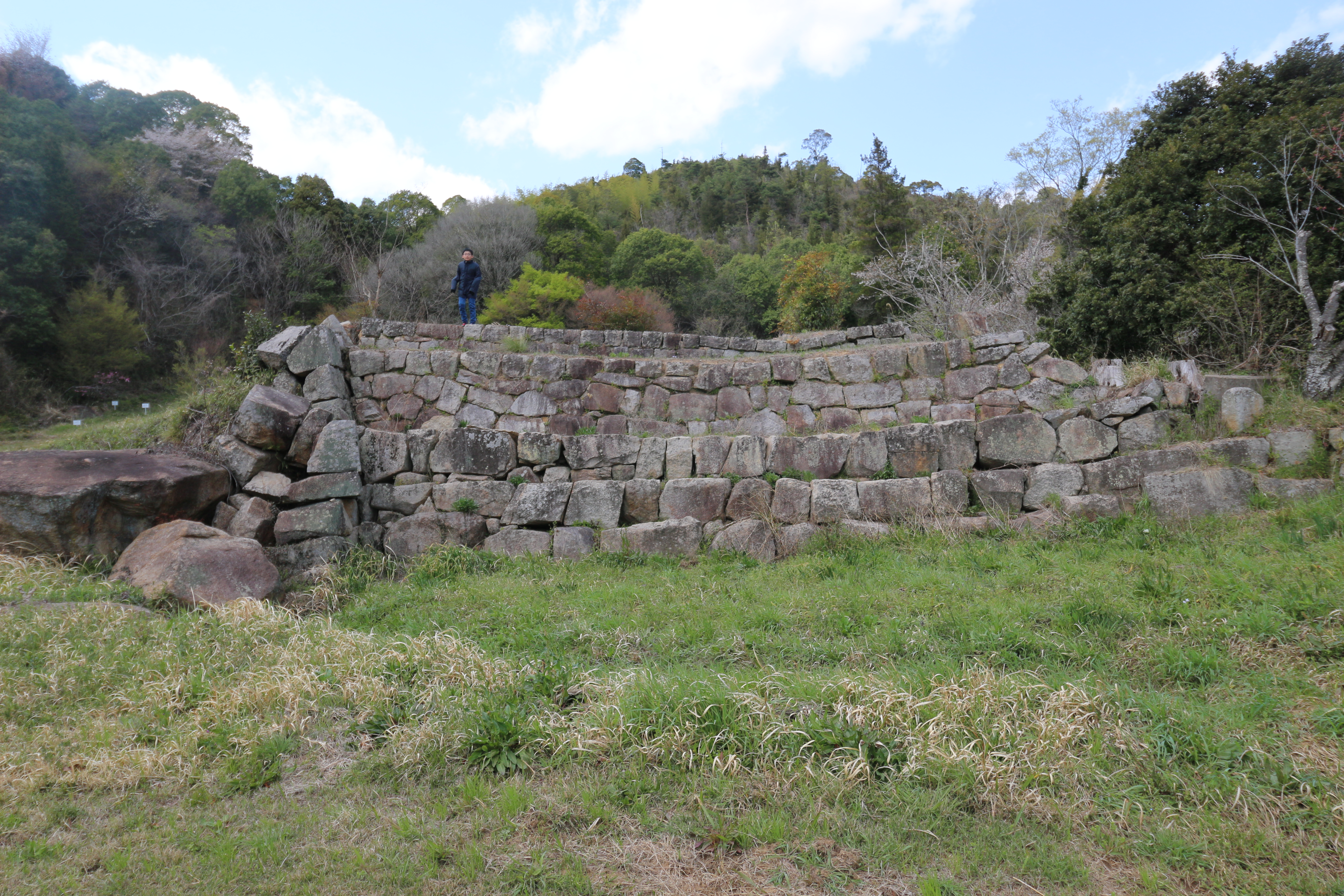
1番砂留
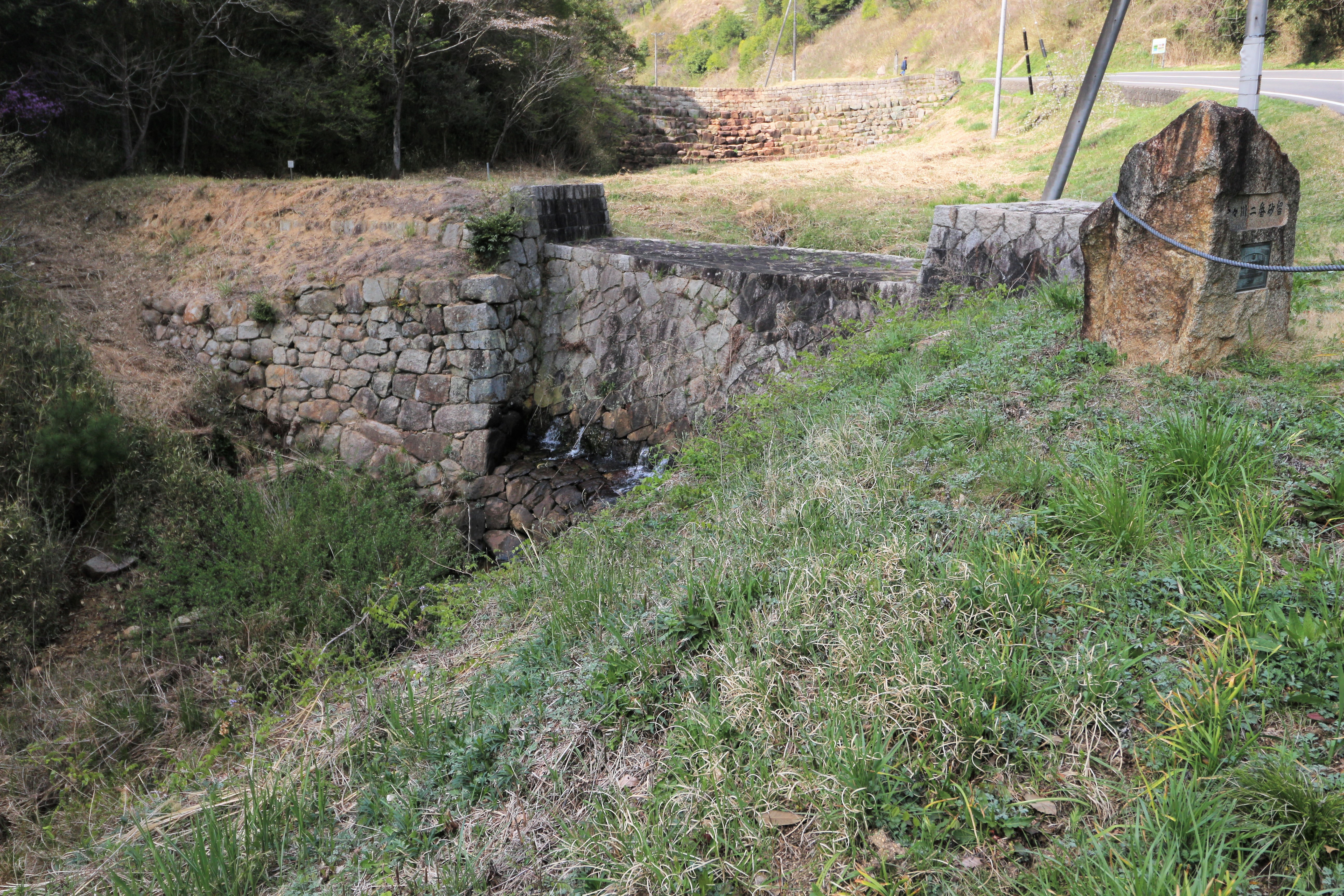
2番砂留
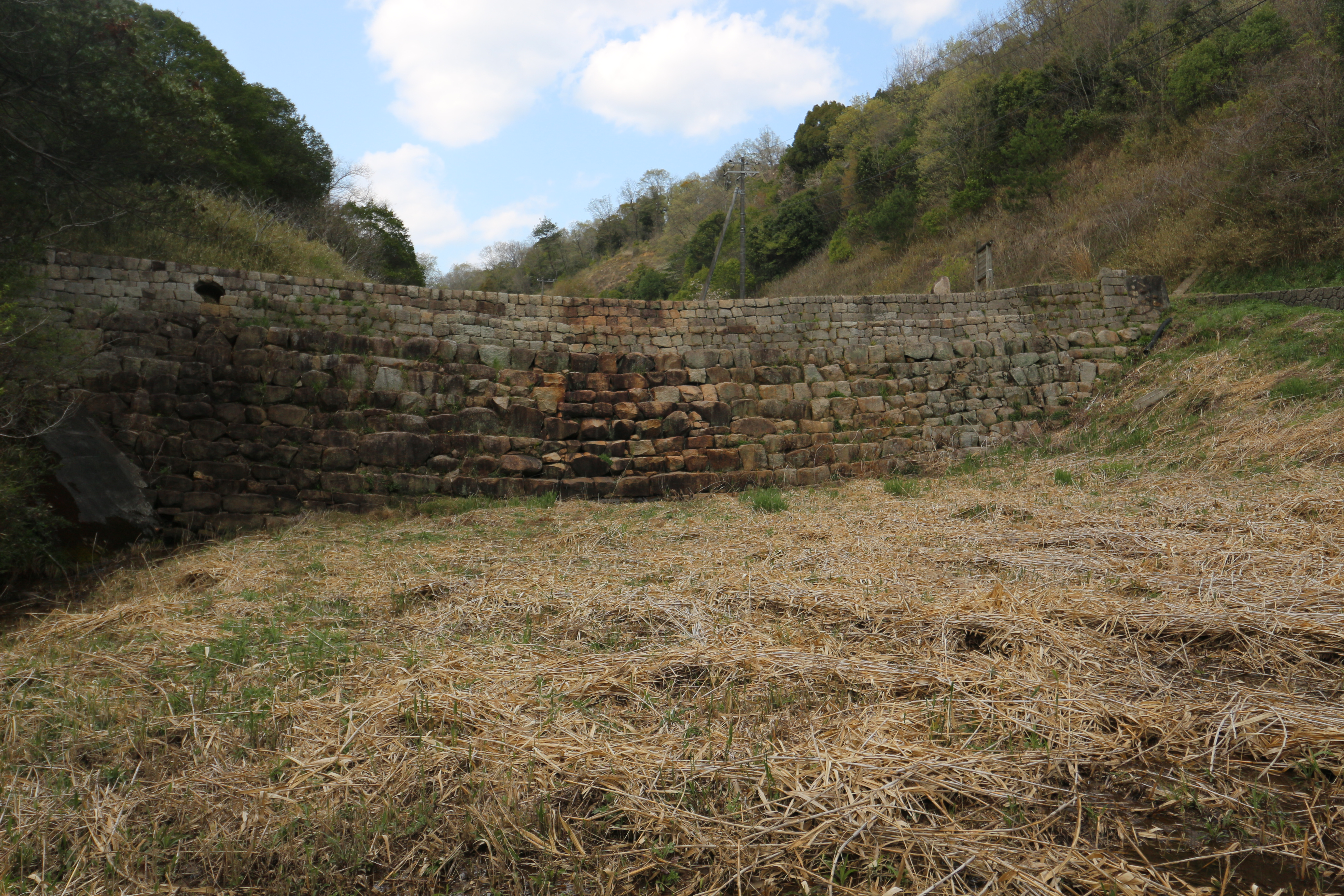
3番砂留
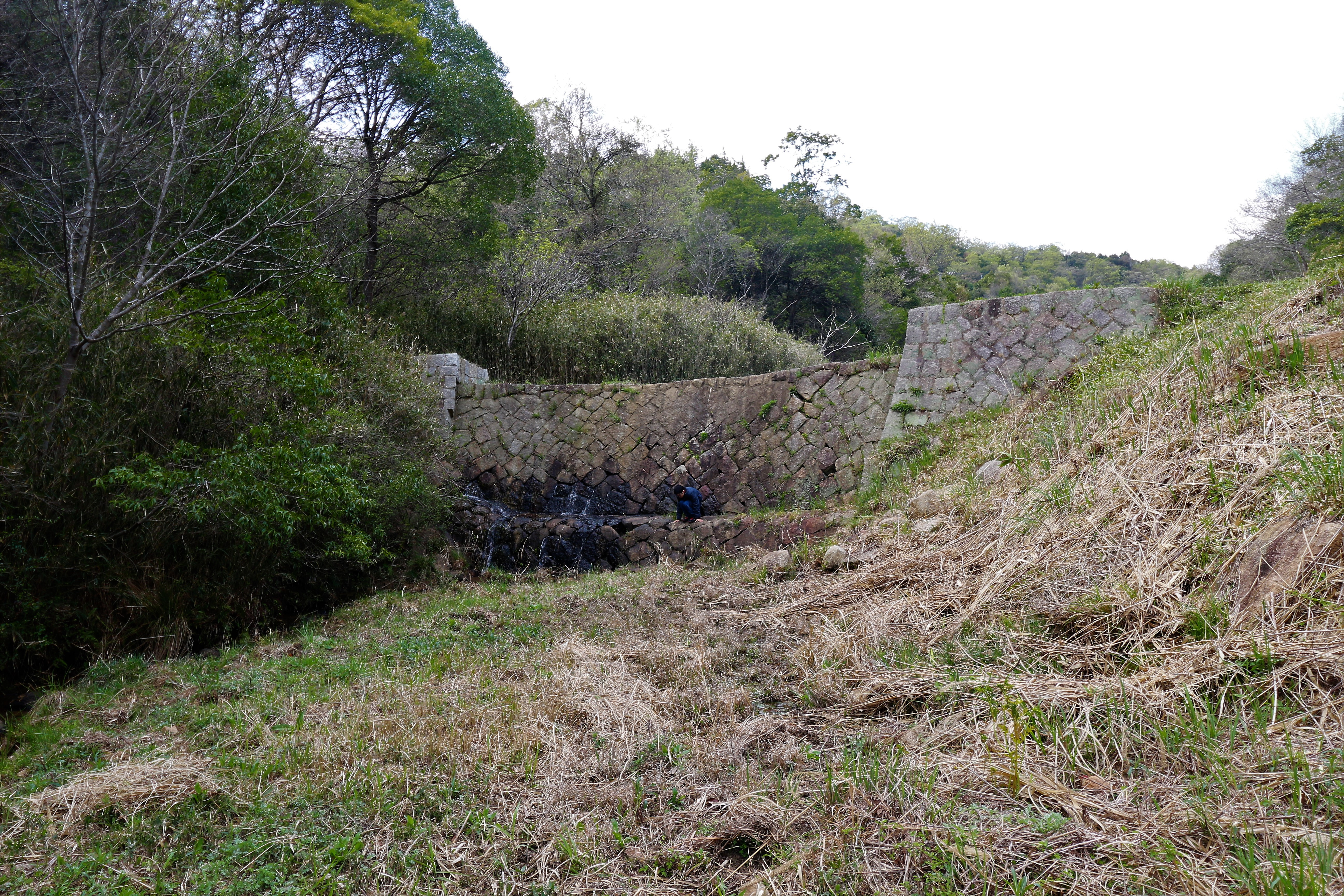
4番砂留
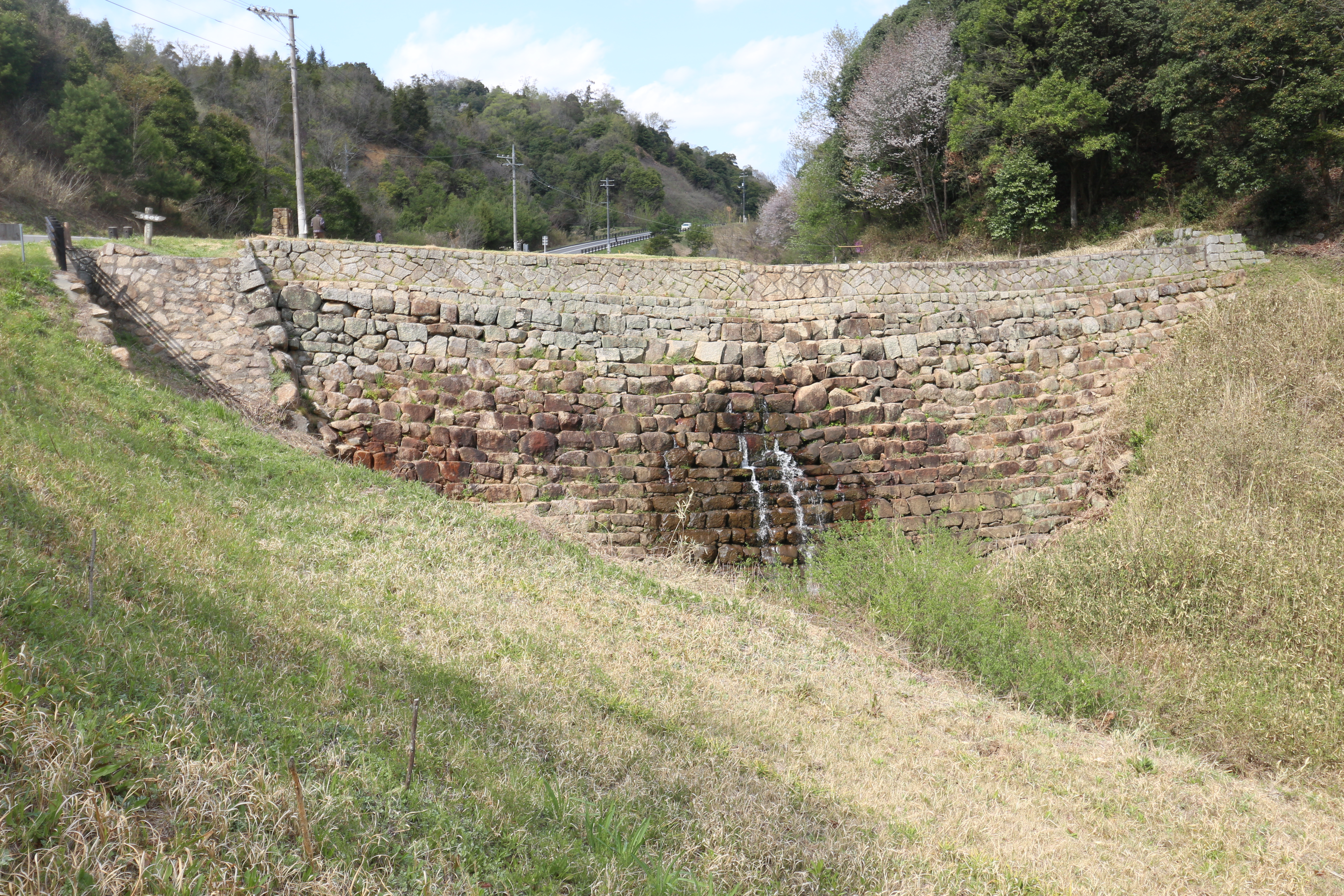
5番砂留
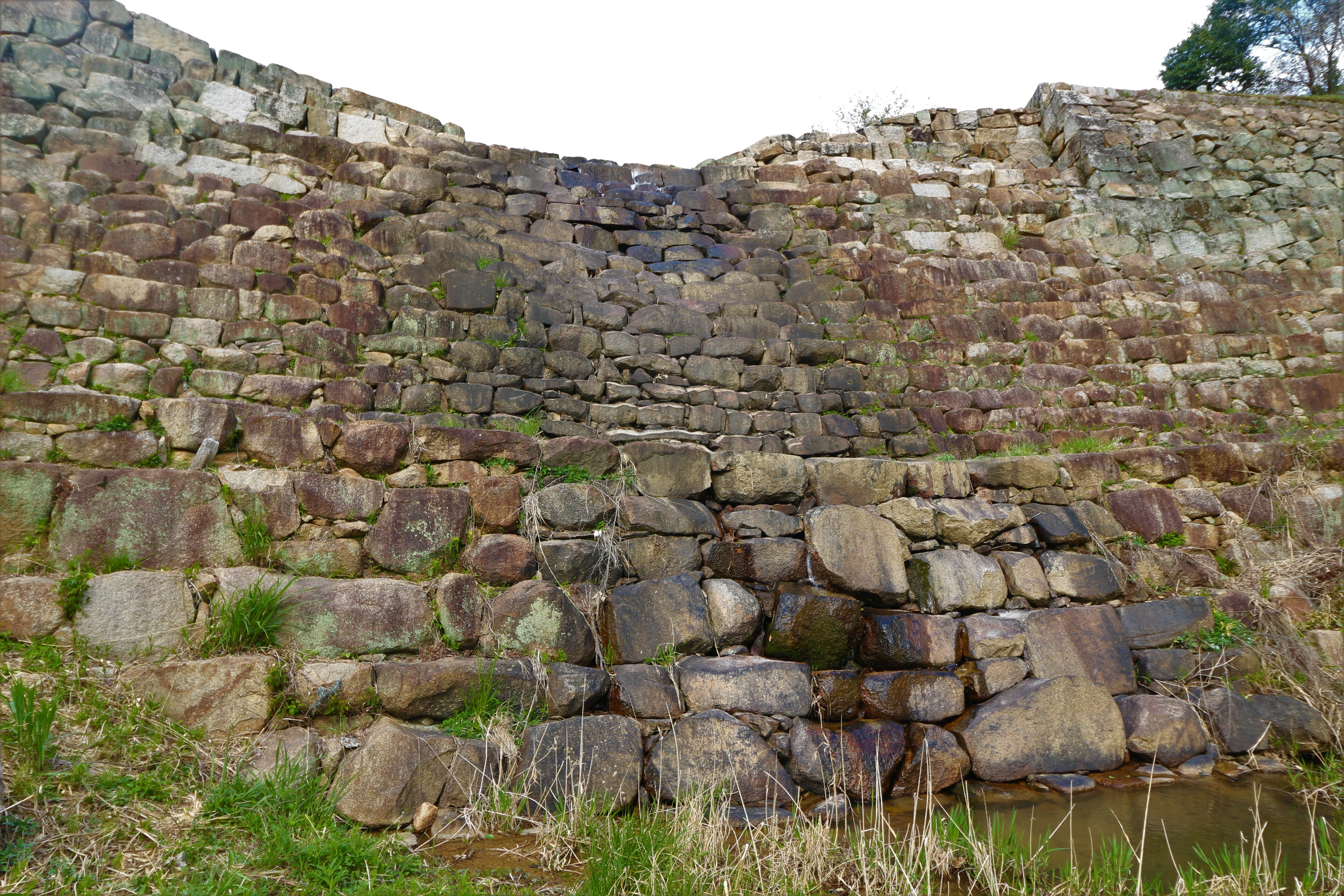
6番砂留
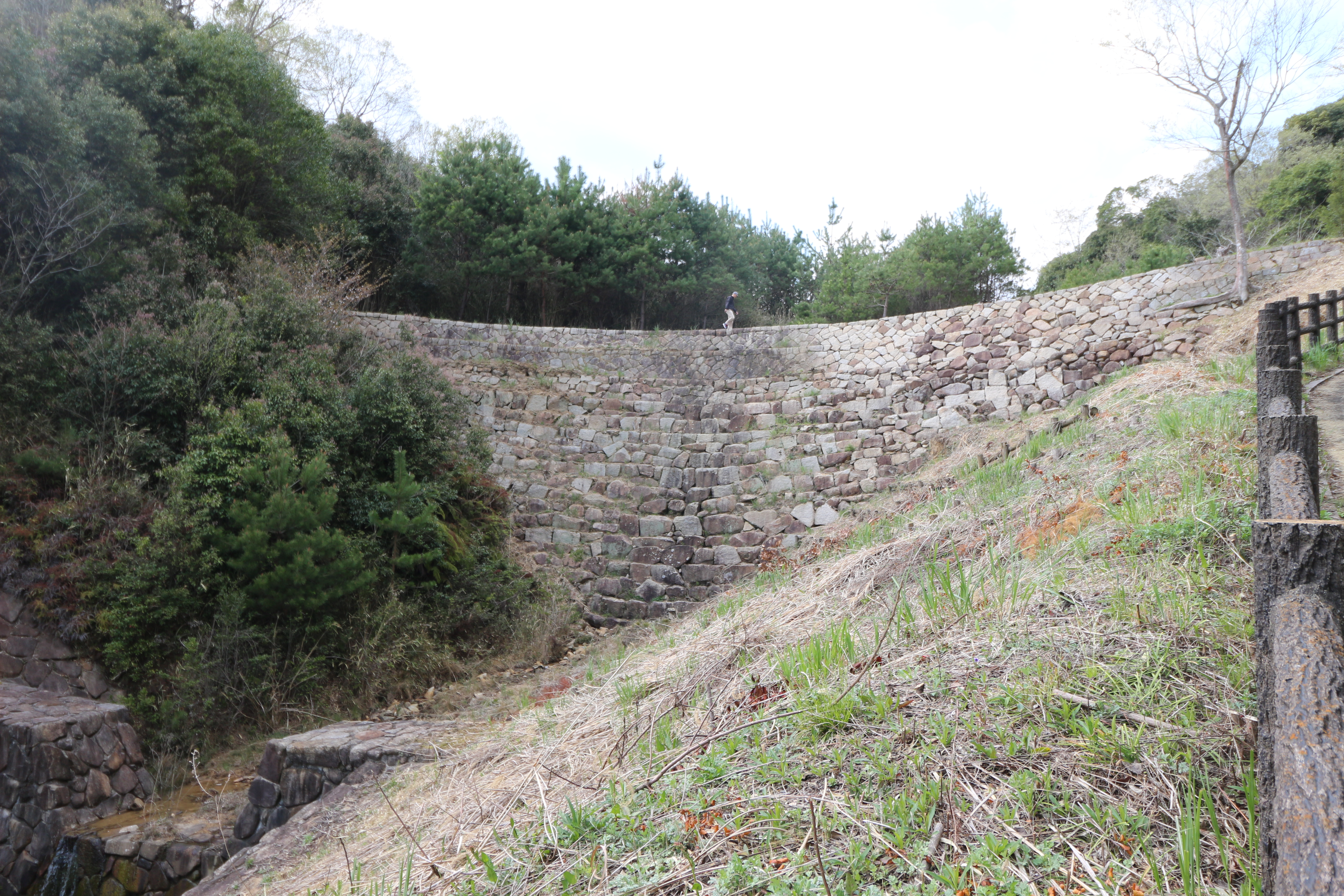
鳶が迫砂留

## 流域

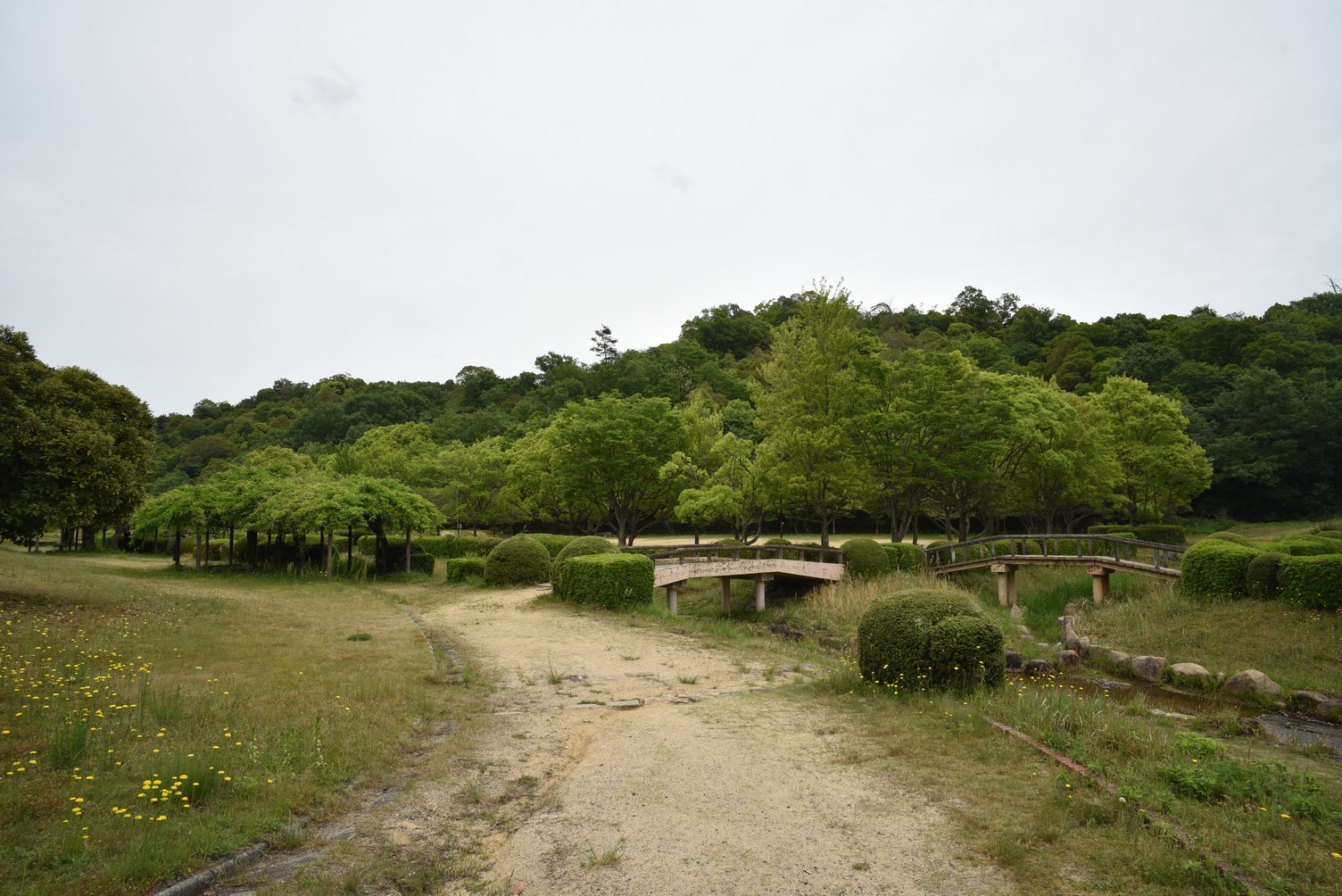
堂々公園

6番砂留上流側にはその堆砂敷を利用して「堂々公園」が整備されている。昭和61年度手づくり郷土賞（ふれあいの水辺）受賞。
敷地面積約29.9ヘクタール。全体にサクラやフジ属が植えられ日本庭園風に造られ、堂々川の護岸は石組で作られた親水護岸で河川敷に芝生が植えられている。毎年秋にはここで「かんなべウッドフェスティバル」が行われている。
流域は2004年に設立した「堂々川ホタル同好会」による周辺美化および学習活動が進められている。同好会は木々や雑草の伐開の他、特にヒガンバナを植えホタルの餌であるカワニナの放流を行っている。現在夏にはゲンジボタル・ヘイケボタル1,200匹ほど飛んでいるといい、秋にはヒガンバナ約2,000本開花するという。その他、カスミサンショウウオ・ニホンアカガエル・シュレーゲルアオガエルといった希少種や、タヌキモ・ヒルムシロなども確認されている。

## 交通
以下、堂々公園までの時間を示す。
徒歩
- 井原鉄道井原線御領駅下車、徒歩約35分

自動車
- JR西日本福山駅から車で約30分
- 山陽自動車道福山東インターチェンジから車で約40分

## 参考資料
- 広島県土木建設局『堂々川の砂防』（PDF）。2017年5月18日閲覧。
- 広島県土木建設局「福山藩砂防案内」（PDF）、広島県、2017年5月18日閲覧。
- 高梨和行、花房秀俊、松田和男「福山藩砂留の構造 (歴史的背景と構造種類)」（PDF）『砂防学会誌』、砂防学会、1997-1998、45-51頁、2017年5月18日閲覧。
- 下江勉、恵柳信政「江戸時代の渓流砂防 福山藩の砂留」『砂防学会誌』、砂防学会、1977-1978、22-27頁、2017年5月18日閲覧。
- 国土交通省「芦田川水系流域及び河川の概要」（PDF）、2017年5月18日閲覧。